# Paradonus
Paradonus is een geslacht van kevers uit de familie  
kniptorren (Elateridae).
Het geslacht is voor het eerst wetenschappelijk beschreven in 1971 door Stibick.

## Soorten
Het geslacht omvat de volgende soorten:
- Paradonus beckeri Stibick, 1990
- Paradonus guatemalensis (Champion, 1895)
- Paradonus illinoiensis Stibick, 1990
- Paradonus jerseiensis Stibick, 1990
- Paradonus mexicanus (Fleutiaux, 1895)
- Paradonus obliquatulus (Melsheimer, 1848)
- Paradonus olivereae Stibick, 1990
- Paradonus pectoralis Say, 1834
- Paradonus pectoralis (Say, 1834)
- Paradonus quadrisignatus (Champion, 1895)
- Paradonus teapensis (Champion, 1895)
- Paradonus tetraspilotus (Champion, 1895)